# Alcàsser (kommun)
Alcàsser är en kommun i Spanien.   Den ligger i provinsen Província de València och regionen Valencia, i den östra delen av landet, 300 km öster om huvudstaden Madrid. Antalet invånare är 9 544. Arean är 9,0 kvadratkilometer. Alcàsser gränsar till Albal, Beniparrell, Silla, Torrent, Catarroja och Picassent. 
Terrängen i Alcàsser är platt.